# Caryobruchus curvipes
Caryobruchus curvipes is een keversoort uit de familie bladkevers (Chrysomelidae). De wetenschappelijke naam van de soort werd in 1811 gepubliceerd door Latreille.